# Informe Jäger

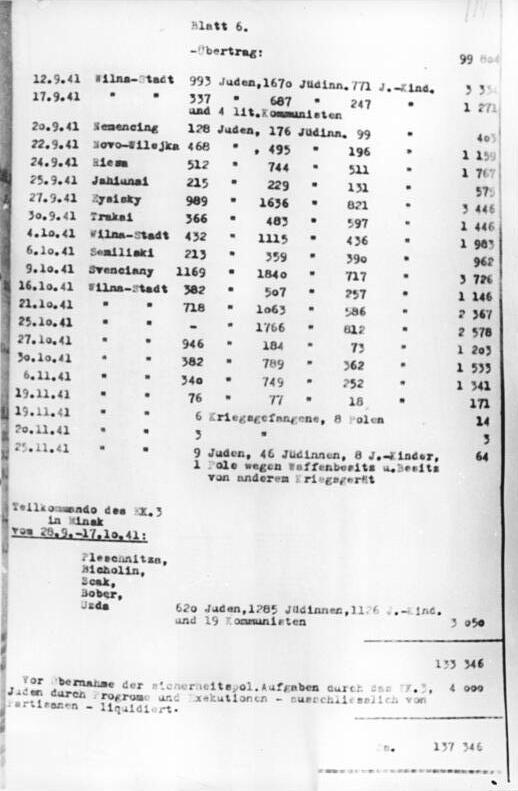
Parte del Informe Jäger.

El denominado Informe Jäger, también Informe Jaeger (título completo: Tabulación completa de ejecuciones llevadas a cabo en la zona del Einsatzkommando 3 hasta el 1 de diciembre de 1941) fue escrito el 1 de diciembre de 1941 por Karl Jäger, comandante del Einsatzkommando 3 (EK 3), una unidad de exterminio del Einsatzgruppe A que se unió al Grupo de Ejércitos Norte durante la Operación Barbarroja. Es la crónica superviviente más detallada y precisa de las actividades de un Einsatzkommando individual, y un registro clave que documenta el Holocausto en Lituania, así como en Letonia y Bielorrusia.

## Descripción

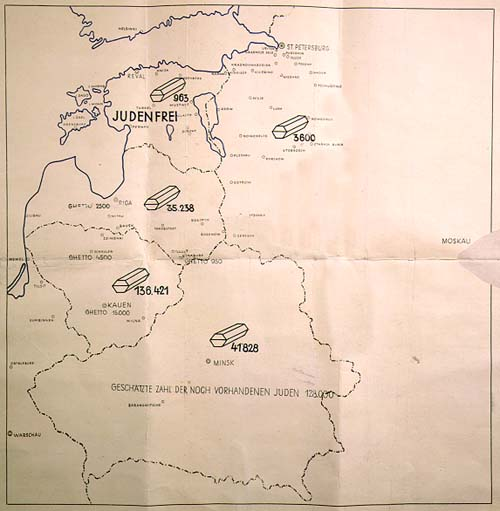
El mapa Stahlecker adjunto a su informe a Reinhard Heydrich usando la cuenta de ejecución del informe actualizado de Jäger.

El Informe Jäger es una hoja de acciones del Einsatzkommando 3, incluido el escuadrón de asesinatos Rollkommando Hamann. El informe mantiene un total casi diario de los asesinatos de 137.346 personas, la gran mayoría judíos, del 2 de julio de 1941 al 25 de noviembre de 1941. El informe documenta la fecha y el lugar de las masacres, el número de víctimas y su desglose en categorías (judíos, comunistas, delincuentes, etc.). En total, hubo 112 ejecuciones en 71 ubicaciones diferentes en Lituania, Letonia y Bielorrusia. En 17 ocasiones, las bajas diarias superaron las 2.000 personas. El 9 de febrero de 1942, en una nota escrita a mano para Franz Walter Stahlecker, Jäger actualizó los totales a 138.272 personas: 136.421 judíos (46.403 hombres, 55.556 mujeres y 34.464 niños), 1.064 comunistas, 653 discapacitados mentales y 134 más. El informe concluyó que Lituania ahora estaba libre de judíos, excepto por unos 34.500 judíos concentrados en Vilnius, Kaunas y los guetos de Šiauliai. Sin embargo, el Informe Jäger no contó todas las muertes judías en Lituania, ya que no incluyó las ejecuciones del Einsatzkommando 2 en el área de Šiauliai (aproximadamente 46.000 personas), en algunas áreas fronterizas (por ejemplo, en Šakiai el 13 de septiembre, Kudirkos Naumiestis el 19 de septiembre , Kretinga en julio-agosto, Gargždai el 24 de junio de 1941), o incluso en Vilnius (por ejemplo, el informe falta la masacre del 1 de octubre (Yom Kippur) de unos 4.000 judíos).
El informe de nueve páginas se preparó en cinco copias, pero solo una sobrevive y es guardada por el Archivo Especial, parte del Archivo Militar Estatal Ruso en Moscú. La copia fue descubierta en 1944 cuando el Ejército Rojo recapturó Lituania, pero no se dio a conocer a los eruditos ni al poder judicial que evaluaba los crímenes de guerra nazis. Solo en 1963, durante el juicio in absentia de Hans Globke en Alemania del Este y cuatro años después del suicidio de Jäger, el Ministerio de Asuntos Exteriores soviético reveló el documento a la Oficina Central Alemana de las Administraciones de Justicia del Estado para la Investigación de los Delitos Nacionalsocialistas. El documento fue publicado por primera vez en una colección lituana de documentos Masinės žudynės Lietuvoje en 1965 y en la prensa occidental por Adalbert Rückerl en 1972 como un facsímil.

## Tabulación del informe
| Fecha                 | Localización                  | Judíos  | Judíos  | Judíos | Otros | Total   | Notas                                                                                 |
| Fecha                 | Localización                  | Hombres | Mujeres | Niños  | Otros | Total   | Notas                                                                                 |
| --------------------- | ----------------------------- | ------- | ------- | ------ | ----- | ------- | ------------------------------------------------------------------------------------- |
| 4 Jul 1941            | Kaunas Seventh Fort           | 416     | 47      |        |       | 463     | por partisanos lituanos - TDA                                                         |
| 6 Jul                 | Kaunas Seventh Fort           | 2,514   |         |        |       | 2,514   | por la TDA                                                                            |
| 7 Jul                 | Marijampolė                   | 32      |         |        |       | 32      | Por el Rollkommando Hamann                                                            |
| 8 Jul                 | Marijampolė                   | 14      |         |        | 5     | 19      |                                                                                       |
| 8 Jul                 | Girkalnis                     |         |         |        | 6     | 6       | Oficiales comunistas                                                                  |
| 9 Jul                 | Vandžiogala                   | 32      | 2       |        | 4     | 38      |                                                                                       |
| 9 Jul                 | Kaunas Seventh Fort           | 21      | 3       |        |       | 24      |                                                                                       |
| 14 Jul                | Marijampolė                   | 21      |         |        | 10    | 31      |                                                                                       |
| 17 Jul                | Babtai                        | 6       |         |        | 2     | 8       | Todos comunistas                                                                      |
| 18 Jul                | Marijampolė                   | 39      | 14      |        |       | 53      |                                                                                       |
| 19 Jul                | Kaunas Seventh Fort           | 17      | 2       |        | 7     | 26      |                                                                                       |
| 21 Jul                | Panevėžys                     | 59      | 11      |        | 33    | 103     |                                                                                       |
| 22 Jul                | Panevėžys                     | 1       |         |        |       | 1       |                                                                                       |
| 23 Jul                | Kėdainiai                     | 83      | 12      |        | 30    | 125     |                                                                                       |
| 25 Jul                | Marijampolė                   | 90      | 13      |        |       | 103     |                                                                                       |
| 28 Jul                | Panevėžys                     | 234     | 15      |        | 39    | 288     |                                                                                       |
| 29 Jul                | Raseiniai                     | 254     |         |        | 3     | 257     |                                                                                       |
| 30 Jul                | Ariogala                      | 27      |         |        | 11    | 38      |                                                                                       |
| 31 Jul                | Utena                         | 235     | 16      |        | 5     | 256     |                                                                                       |
| 31 Jul                | Vandžiogala                   | 13      |         |        | 2     | 15      |                                                                                       |
| 1 Aug                 | Ukmergė                       | 254     | 42      |        | 4     | 300     |                                                                                       |
| 2 Aug                 | Kaunas Fourth Fort            | 171     | 34      |        | 4     | 209     |                                                                                       |
| 4 Aug                 | Panevėžys                     | 362     | 41      |        | 19    | 422     |                                                                                       |
| 5 Aug                 | Raseiniai                     | 213     | 66      |        |       | 279     |                                                                                       |
| 7 Aug                 | Utena                         | 483     | 87      |        | 1     | 571     |                                                                                       |
| 8 Aug                 | Ukmergė                       | 620     | 82      |        |       | 702     |                                                                                       |
| 9 Aug                 | Kaunas Fourth Fort            | 484     | 50      |        |       | 534     |                                                                                       |
| 11 Aug                | Panevėžys                     | 450     | 48      |        | 2     | 500     |                                                                                       |
| 13 Aug                | Alytus                        | 617     | 100     |        | 1     | 719     | Error matemático                                                                      |
| 14 Aug                | Jonava                        | 497     | 55      |        |       | 552     |                                                                                       |
| 15–16 Aug             | Rokiškis                      | 3,200   | 3,200   | 3,200  | 7     | 3,207   |                                                                                       |
| 9–16 Aug              | Raseiniai                     |         | 294     | 4      |       | 298     |                                                                                       |
| 27 Jun – 14 Aug       | Rokiškis                      | 493     |         |        | 488   | 981     | Todos comunistas activos                                                              |
| 18 Aug                | Kaunas Fourth Fort            | 1,409   | 402     |        | 1     | 1,812   | Incluyendoi 711 judíos intelectuales del gueto en represalia por acciones de sabotaje |
| 19 Aug                | Ukmergė                       | 298     | 255     | 88     | 2     | 645     | Error matemático                                                                      |
| 22 Aug                | Daugavpils                    | 1       | 1       |        | 20    | 21      | Inspección de prisión (error matemático)                                              |
| 22 Aug                | Aglona                        |         |         |        | 544   | 544     | Enfermos mentales (269 hombres, 227 mujeres, y 48 niños). Localizados en Letonia.     |
| 23 Aug                | Panevėžys                     | 1,312   | 4,602   | 1,609  |       | 7,523   |                                                                                       |
| 18–22 Aug             | Raseiniai environs            | 466     | 440     | 1,020  |       | 1,926   |                                                                                       |
| 25 Aug                | Obeliai                       | 112     | 627     | 421    |       | 1,160   |                                                                                       |
| 25–26 Aug             | Šeduva                        | 230     | 275     | 159    |       | 664     |                                                                                       |
| 26 Aug                | Zarasai                       | 767     | 1,113   | 687    | 2     | 2,569   |                                                                                       |
| 28 Aug                | Pasvalys                      | 402     | 738     | 209    |       | 1,349   |                                                                                       |
| 26 Aug                | Kaišiadorys                   | 1,911   | 1,911   | 1,911  |       | 1,911   | Sin especificar                                                                       |
| 27 Aug                | Prienai                       | 1,078   | 1,078   | 1,078  |       | 1,078   | Sin especificar                                                                       |
| 27 Aug                | Dagda and Krāslava            | 212     |         |        | 4     | 216     | Localizados en Letonia                                                                |
| 27 Aug                | Joniškis                      | 47      | 165     | 143    |       | 355     |                                                                                       |
| 28 Aug                | Vilkija                       | 76      | 192     | 134    |       | 402     |                                                                                       |
| 28 Aug                | Kėdainiai                     | 710     | 767     | 599    |       | 2,076   |                                                                                       |
| 29 Aug                | Rumšiškės and Žiežmariai      | 20      | 567     | 197    |       | 784     |                                                                                       |
| 29 Aug                | Utena and Molėtai             | 582     | 1,731   | 1,469  |       | 3,782   |                                                                                       |
| 13-31 Aug             | Alytus and environs           | 233     |         |        |       | 233     |                                                                                       |
| 1 Sep                 | Marijampolė                   | 1,763   | 1,812   | 1,404  | 111   | 5,090   | Otros incluidos 109 enfermos mentales                                                 |
| 28 Aug – 2 Sep        | Darsūniškis                   | 10      | 69      | 20     |       | 99      |                                                                                       |
| 28 Aug – 2 Sep        | Garliava                      | 73      | 113     | 61     |       | 247     |                                                                                       |
| 28 Aug – 2 Sep        | Jonava                        | 112     | 1,200   | 244    |       | 1,556   |                                                                                       |
| 28 Aug – 2 Sep        | Petrasiunai                   | 30      | 72      | 23     |       | 125     |                                                                                       |
| 28 Aug – 2 Sep        | Jieznas                       | 26      | 72      | 46     |       | 144     |                                                                                       |
| 28 Aug – 2 Sep        | Ariogala                      | 207     | 260     | 195    |       | 662     |                                                                                       |
| 28 Aug – 2 Sep        | Josvainiai                    | 86      | 110     | 86     |       | 282     |                                                                                       |
| 28 Aug – 2 Sep        | Babtai                        | 20      | 41      | 22     |       | 83      |                                                                                       |
| 28 Aug – 2 Sep        | Vandžiogala                   | 42      | 113     | 97     |       | 252     |                                                                                       |
| 28 Aug – 2 Sep        | Krakės                        | 448     | 476     | 201    |       | 1,125   |                                                                                       |
| 4 Sep                 | Pravieniškės                  | 247     | 6       |        |       | 253     |                                                                                       |
| 4 Sep                 | Čekiškė                       | 22      | 64      | 60     |       | 146     |                                                                                       |
| 4 Sep                 | Seredžius                     | 6       | 61      | 126    |       | 193     |                                                                                       |
| 4 Sep                 | Veliuona                      | 2       | 71      | 86     |       | 159     |                                                                                       |
| 4 Sep                 | Zapyškis                      | 47      | 118     | 13     |       | 178     |                                                                                       |
| 5 Sep                 | Ukmergė                       | 1,123   | 1,849   | 1,737  |       | 4,709   |                                                                                       |
| 25 Aug – 6 Sep        | Raseiniai                     | 16      | 412     | 415    |       | 843     |                                                                                       |
| 25 Aug – 6 Sep        | Jurbarkas                     | 412     | 412     | 412    |       | 412     |                                                                                       |
| 9 Sep                 | Alytus                        | 287     | 640     | 352    |       | 1,279   |                                                                                       |
| 9 Sep                 | Butrimonys                    | 67      | 370     | 303    |       | 740     |                                                                                       |
| 10 Sep                | Merkinė                       | 223     | 355     | 276    |       | 854     |                                                                                       |
| 10 Sep                | Varėna                        | 541     | 141     | 149    |       | 831     |                                                                                       |
| 11 Sep                | Leipalingis                   | 60      | 70      | 25     |       | 155     |                                                                                       |
| 11 Sep                | Seirijai                      | 229     | 384     | 340    |       | 953     |                                                                                       |
| 12 Sep                | Simnas                        | 68      | 197     | 149    |       | 414     |                                                                                       |
| 11–12 Sep             | Užusaliai                     |         |         |        | 43    | 43      | Represalia por ayudar a partisanos rusos                                              |
| 26 Sep                | Kaunas Fourth Fort            | 412     | 615     | 581    |       | 1,608   | Enfermos y sospechosos de contagio                                                    |
| 2 Oct                 | Žagarė                        | 633     | 1,107   | 496    |       | 2,236   | Cuando los judíos fueron llevados, se amotinaron, pero fue sometidos rápidamente.     |
| 4 Oct                 | Kaunas Ninth Fort             | 315     | 712     | 818    |       | 1,845   | Represalia después de que un policía alemán fuera disparado en un gueto               |
| 29 Oct                | Kaunas Ninth Fort             | 2,007   | 2,920   | 4,273  |       | 9,200   | "Limpieza en el gueto de judíos superfluos"                                           |
| 3 Nov                 | Lazdijai                      | 485     | 511     | 539    |       | 1,535   |                                                                                       |
| 15 Nov                | Vilkaviškis                   | 36      | 48      | 31     |       | 115     |                                                                                       |
| 25 Nov                | Kaunas Ninth Fort             | 1,159   | 1,600   | 175    |       | 2,934   | Judíos de Berlín, Frankfurt y Múnich                                                  |
| 29 Nov                | Kaunas Ninth Fort             | 693     | 1,155   | 152    |       | 2,000   | Judíos de Viena y Breslau                                                             |
| 29 Nov                | Kaunas Ninth Fort             | 17      | 1       |        | 17    | 34      | Error matemático                                                                      |
| 13 Jul – 21 Aug       | Daugavpils                    | 9,012   | 9,012   | 9,012  | 573   | 9,585   | Destacamento del EK 3 en Daugavpils, Letonia                                          |
| 12 Aug – 1 Sep        | Vilnius                       | 425     | 19      |        | 17    | 461     | Destacamento del EK 3 en Vilnius (de aquí en adelante)                                |
| 2 Sep                 | Vilnius                       | 864     | 2,019   | 817    |       | 3,700   | Represalia por disparar contra soldados alemanes                                      |
| 12 Sep                | Vilnius                       | 993     | 1,670   | 771    |       | 3,334   | Error matemático                                                                      |
| 17 Sep                | Vilnius                       | 337     | 687     | 247    | 4     | 1,271   | Error matemático                                                                      |
| 20 Sep                | Nemenčinė                     | 128     | 176     | 99     |       | 403     |                                                                                       |
| 22 Sep                | Naujoji Vilnia                | 468     | 495     | 196    |       | 1,159   |                                                                                       |
| 24 Sep                | Riešė                         | 512     | 744     | 511    |       | 1,767   |                                                                                       |
| 25 Sep                | Jašiūnai                      | 215     | 229     | 131    |       | 575     |                                                                                       |
| 27 Sep                | Eišiškės                      | 989     | 1,636   | 821    |       | 3,446   |                                                                                       |
| 30 Sep                | Trakai                        | 366     | 483     | 597    |       | 1,446   |                                                                                       |
| 4 Oct                 | Vilnius                       | 432     | 1,115   | 436    |       | 1,983   |                                                                                       |
| 6 Oct                 | Semeliškės                    | 213     | 359     | 390    |       | 962     |                                                                                       |
| 9 Oct                 | Švenčionys                    | 1,169   | 1,840   | 717    |       | 3,726   |                                                                                       |
| 16 Oct                | Vilnius                       | 382     | 507     | 257    |       | 1,146   |                                                                                       |
| 21 Oct                | Vilnius                       | 718     | 1,063   | 586    |       | 2,367   |                                                                                       |
| 25 Oct                | Vilnius                       |         | 1,766   | 812    |       | 2,578   |                                                                                       |
| 27 Oct                | Vilnius                       | 946     | 184     | 73     |       | 1,203   |                                                                                       |
| 30 Oct                | Vilnius                       | 382     | 789     | 362    |       | 1,533   |                                                                                       |
| 6 Nov                 | Vilnius                       | 340     | 749     | 252    |       | 1,341   |                                                                                       |
| 19 Nov                | Vilnius                       | 76      | 77      | 18     |       | 171     |                                                                                       |
| 19 Nov                | Vilnius                       |         |         |        | 14    | 14      | Prisioneros de guerra y polacos                                                       |
| 20 Nov                | Vilnius                       |         |         |        | 3     | 3       | Prisioneros de guerra                                                                 |
| 25 Nov                | Vilnius                       | 9       | 46      | 8      | 1     | 64      |                                                                                       |
| 28 Sep – 17 Oct       | be, Bischolin, Šack, be, Uzda | 620     | 1,285   | 1,126  | 19    | 3,050   | Destacamento del EK 3 en Minsk, Bielorrusia                                           |
|                       |                               | 4,000   |         |        |       | 4,000   | Antes de que EK 3 se hiciera cargo (ver: progrom de Kaunas)                           |
| Totals                | Totals                        | 57,338  | 48,592  | 29,461 | 2,058 | 137,346 |                                                                                       |
| Notes: 1. 2. 3. 4. 5. |                               |         |         |        |       |         |                                                                                       |